# Michiel van der Kuy
Michiel van der Kuy (10 juli 1962) is een Nederlandse muziekproducent. Zijn meest succesvolle muziekprojecten zijn Laserdance, L.A. Style en Koto.

## Carrière

### Laserdance
Van der Kuy studeerde aan het vwo toen hij in 1984 werd benaderd door Erik van Vliet, die destijds een goedlopende platenzaak had in Rotterdam. Van Vliet importeerde zijn platen uit Italië, maar wilde ook zelf meer doen in het Italodisco-genre en Van der Kuy werd ingehuurd als muzikant. Onder het alias Laserdance (ook wel gespeld als Laser Dance of Lazer Dance) werden tal van singles en albums uitgebracht, die ritmische, dansbare elektronische muziek bevatten. Van der Kuy maakte daarbij de muziek met analoge synthesizers, drumcomputers en vocoders.
De eerste twee singles verkochten goed en het debuutalbum, genaamd Future Generation uit 1987, bleek een commercieel succes met wereldwijd circa 150.000 verkochte exemplaren. Het album wordt gezien als een van de succesvolste albums in het genre spacesynth, en bevat de singles "Humanoid Invasion" en "Power Run".
Eind jaren 90 liepen de verkoopcijfers van Laserdance terug, waarna het project stilgelegd werd.

### Zijprojecten
Van der Kuy werkte naast zijn producties voor Laserdance aan meerdere spacesynth-projecten. Zo was hij in 1987 actief met Proxyon, een samenwerking met Rob van Eijk. In 1988 werden onder de naam Rygar twee singles uitgebracht, en in 1989 ging Van der Kuy ook opnemen onder het alias Koto. Hiermee werden meerdere singles en albums uitgebracht.
In 1991 had Van der Kuy een grote hit met het nummer James Brown Is Dead, dat onder het alias L.A. Style werd uitgebracht. Dit was een muziekproject waar hij samenwerkte met Wessel van Diepen. Het nummer zorgde voor een kettingreactie. Niet veel later maakten andere muziekproducers ook soortgelijke nummers.

### Terugkeer
Eind 2015 kwam Van der Kuy terug bij Laser Dance en er werd besloten om nieuw materiaal uit te brengen. Dat resulteerde in het album Force Of Order dat uitkwam op 30 september 2016. Ook het compilatiealbum Greatest Hits & Remixes verscheen in dat jaar.
In 2018 verscheen een nieuw album onder de titel Trans Space Express.

## Instrumenten
Van der Kuy maakte in zijn elektronische muziekproducties onder meer gebruik van de synthesizers:
- Roland JX-10
- Roland Juno-60
- Roland Juno-106
- Roland TR-808
- Yamaha FB-01
- Korg M1

- Korg Polysix
- LinnDrum LM2
- Oberheim OB-Xa
- E-mu Emax
- Ensoniq ESQ-1
- Kurzweil K2000

## Discografie

### Als Laserdance
- Future Generation (1987)
- Around the Planet (1988)
- Discovery Trip (1989)
- Changing Times (1990)
- Ambiente (1991)
- Technological Mind (1992)
- Hypermagic (1993)
- Fire on Earth (1994)
- The Guardian of Forever (1995)
- Strikes Back (2000)
- Force Of Order (2016)
- Trans Space Express (2018)

### Als Rygar
- "Star Tracks" (1988, single)
- "Spaceraiders" (1989, single)

### Als Proxyon
- Proxyon (1989)
- The Interplanetary Mission (1992)
- The Return Of Tarah (1993)

### Als Koto
- Masterpieces (1989)
- Plays Synthesizer World Hits (1990)
- From The Dawn Of Time (1992)
- ...Plays Science-Fiction Movie Themes (1993)
- The Original Masterpieces (2014)

### Solo-albums
- Watch Me (1991)
- Movie Themes (1999)